# SN 2008it
SN 2008it – supernowa typu Ia odkryta 3 grudnia 2008 roku w galaktyce A002031+2855. W momencie odkrycia miała maksymalną jasność 20,90m.